# Can Vidal (la Palma de Cervelló)
Can Vidal és una masia situada al municipi de la Palma de Cervelló a la comarca catalana del Baix Llobregat. Actualment l'edifici ha estat restaurat i en destaca un portal adovellat de pedra rogenca, igual que la llinda i els brancals de les finestres. A tocar de la masia s'hi pot trobar la Urbanització de Can Vidal, barri de torres i xalets que pren el nom de la masia.